# Biohazard (album)
Biohazard - płyta zespołu Biohazard wydana w 1990 roku przez wytwórnię Magnetic Air. Album sprzedał się w 40.000 egzemplarzy.

## Lista utworów
1. "Retribution"
2. "Victory"
3. "Blue Blood"
4. "Howard Beach"
5. "Wrong Side Of The Tracks"
6. "Justified Violence"
7. "Skinny Song"
8. "Hold My Own"
9. "Panic Attack"
10. "Pain"
11. "Survival Of The Fittest"
12. "There And Back"
13. "Scarred For Life"

Wszystkie utwory stworzyli Evan Seinfeld i Billy Graziadei.

## Skład zespołu
- Evan Seinfeld - śpiew, gitara basowa
- Billy Graziadei - śpiew, gitara
- Danny Schuler - perkusja
- Bobby Hambel - gitara

## Nawiązania
- Intro utworu "Retribution" zostało zapożyczone z filmu Ojciec chrzestny II (1974), reż. Francis Ford Coppola.